# Handball-DDR-Meisterschaft (Frauen) 1953/54
Mit der Handball-DDR-Meisterschaft der Frauen 1953/54 wurde zum vierten Mal der DDR-Meister im Frauenhandball in der Halle und auf dem Feld ermittelt. In der Feldhandball-Meisterschaft traten 9 Mannschaften an, in der Halle erreichten 6 Teams die Endrunde um den Meistertitel. Die BSG Einheit Weimar holte den Hallentitel, im Feldhandball gewann der SC Fortschritt Weißenfels.

## Hallenmeisterschaft

### Endrunde der Meisterschaft
| Platz | Verein                   | Tore | Punkte |
| ----- | ------------------------ | ---- | ------ |
| 1     | BSG Einheit Weimar       | 9:6  | 4:0    |
| 2     | BSG Motor Berlin Nordost | 6:6  | 2:2    |
| 3     | BSG Lok Wittenberge      | 5:8  | 0:4    |

| Platz | Verein             | Tore | Punkte |
| ----- | ------------------ | ---- | ------ |
| 1     | SC DHfK Leipzig    | 7:5  | 3:1    |
| 2     | BSG Lok Gera       | 8:4  | 3:1    |
| 3     | BSG Einheit Demmin | 3:9  | 0:4    |

Das Entscheidungsspiel der Gruppe II gewann die DHfK Leipzig mit 6:0 gegen Lok Gera.

### Finale
Das Endspiel fand am 14. Februar 1954 statt.
BSG Einheit Weimar – SC DHfK Leipzig 3:1

## Feldmeisterschaft
| Pl. | Mannschaft                 | Tore   | Punkte |
| 1.  | SC Fortschritt Weißenfels  | 087:42 | 27:05  |
| 2.  | BSG Motor Weimar (M)       | 101:51 | 26:06  |
| 3.  | BSG Motor West Leipzig     | 061:56 | 19:13  |
| 4.  | BSG Empor Leipzig-Lindenau | 071:68 | 14:18  |
| 5.  | BSG Motor Mitte Magdeburg  | 054:74 | 14:18  |
| 6.  | BSG Motor Wismar           | 056:69 | 13:19  |
| 7.  | BSG Post Halberstadt       | 047:62 | 13:19  |
| 8.  | BSG Fortschritt Cottbus    | 058:76 | 11:21  |
| 9.  | BSG Rotation Mitte Leipzig | 037:74 | 06:26  |